# Anthurium organense
Anthurium organense é uma espécie de  planta do gênero Anthurium e da família Araceae.

## Taxonomia
A espécie foi descrita em 1898 por Adolf Engler.

## Forma de vida
É uma espécie terrícola e herbácea.

## Conservação
A espécie faz parte da Lista Vermelha das espécies ameaçadas do estado do Espírito Santo, no sudeste do Brasil. A lista foi publicada em 13 de junho de 2005 por intermédio do decreto estadual nº 1.499-R.

## Distribuição
A espécie é endêmica do Brasil e encontrada nos estados brasileiros de Espírito Santo, Rio de Janeiro e São Paulo.
A espécie é encontrada no domínio fitogeográfico de Mata Atlântica, em regiões com vegetação de campos de altitude e floresta ombrófila pluvial.